# Caramoco Traoré
Caramoco Traoré (em francês: Karamoko/Caramoco Traoré) foi um nobre da dinastia Traoré ativo no Reino de Quenedugu no reinado do fama Tiebá (r. 1866–1893). Era filho de Daulá Traoré (r. 1845–1860).  Sob Tiebá, exerceu função de chefe de Fama. Ele faleceu após após o cerco francês de Sicasso em 1898.